# Église Sainte-Quitterie d'Aire
L’église Sainte-Quitterie ou Saint-Pierre se situe sur la colline du Mas, au sud-ouest de la ville d'Aire-sur-l'Adour, dans le département des Landes. Elle est de style gothique du XIIIe – XIVe siècle, hormis le chevet qui date de la fin du XIe ou du début du XIIe siècle.
L'église fait l’objet d’un classement au titre des monuments historiques par la liste de 1840. Elle est également inscrite au patrimoine mondial de l'UNESCO en 1998 au titre des chemins de Saint-Jacques-de-Compostelle en France.

## Historique

### Origines
L'église est bâtie sur le site d'un ancien temple romain dédié au dieu Mars, comme l'atteste la présence d'une dalle ornée de lauriers. Ce temple fut converti en baptistère par les évêques des Tarusates. Le lieu était vénéré en raison de la présence d'une source, sans doute dédiée à une divinité païenne, et qui fut investie d'une dignité nouvelle grâce à la dévotion pour la jeune martyre Quitterie. L'Église sanctifiait ainsi des lieux de culte païen pour pouvoir revendiquer des sites anciens et en chasser le paganisme.
Au XIe siècle, les moines bénédictins venus peut-être de La Chaise-Dieu reçurent en donation de Pierre Ier, évêque d'Aire, l'église Sainte-Quitterie-du-Mas, se rattachant à la légende de sainte Quitterie, jeune princesse wisigothe martyre. Ils édifièrent une abbaye à proximité pour animer le culte.
Les bâtiments furent dévastés par les troupes de Gabriel Ier de Montgomery en 1569 puis fortement remaniés, tandis que l'église Sainte-Quitterie fut reconstruite en style gothique dès la fin du XIIIe siècle.

### Déclin
Le rayonnement spirituel et religieux de la cité épiscopale déclina avec les guerres de Religion. L'abbaye fut mutilée puis transformée en 1661 en séminaire, avant d'être laïcisée. Un lycée professionnel occupe désormais les bâtiments et l'ancien évêché abrite la mairie.

## Architecture

### La façade et le portail
Derrière un porche ouvert dans la façade par un arc brisé, un portail gothique à trumeau de l'entrée de l'église a été fortement mutilé durant les guerres de religion, les visages ayant été généralement écrasés.
Un Jugement dernier est sculpté selon les traditions de l'art du Nord. Sur le tympan apparaît le Christ en majesté, entouré de la Vierge Marie à sa droite et de saint Jean à sa gauche, tous deux agenouillés. En dessous, un linteaux présentent deux scènes différentes sur deux registres superposés et séparés par un filet saillant : l'Enfer sur le registre inférieur et, sur le registre supérieur, le Paradis ou peut-être le Péché originel avec cinq scènes : au centre, Adam et Ève après la création, de part et d'autre d'un arbre ; vers la droite, les promesses divines s'ils sont fidèles, puis la tentation et la chute autour de l'arbre de la science du bien et du mal ; vers la gauche, le secours de Dieu et le relèvement, puis l’expulsion.
Les trois voussures comportent des séries de personnages (anges nimbés, apôtres et prophètes). Les ébrasements sont ornés d'arcatures superposées. Entre les deux compartiments de la porte, une colonne de marbre veinée de rouge qui peut être un remploi d'un édifice romain, supportait autrefois la statue de saint Pierre, patron de l'église.
Couronnant la façade soutenue par des contreforts, le clocher carré est percé de trois rangées d'ouvertures.

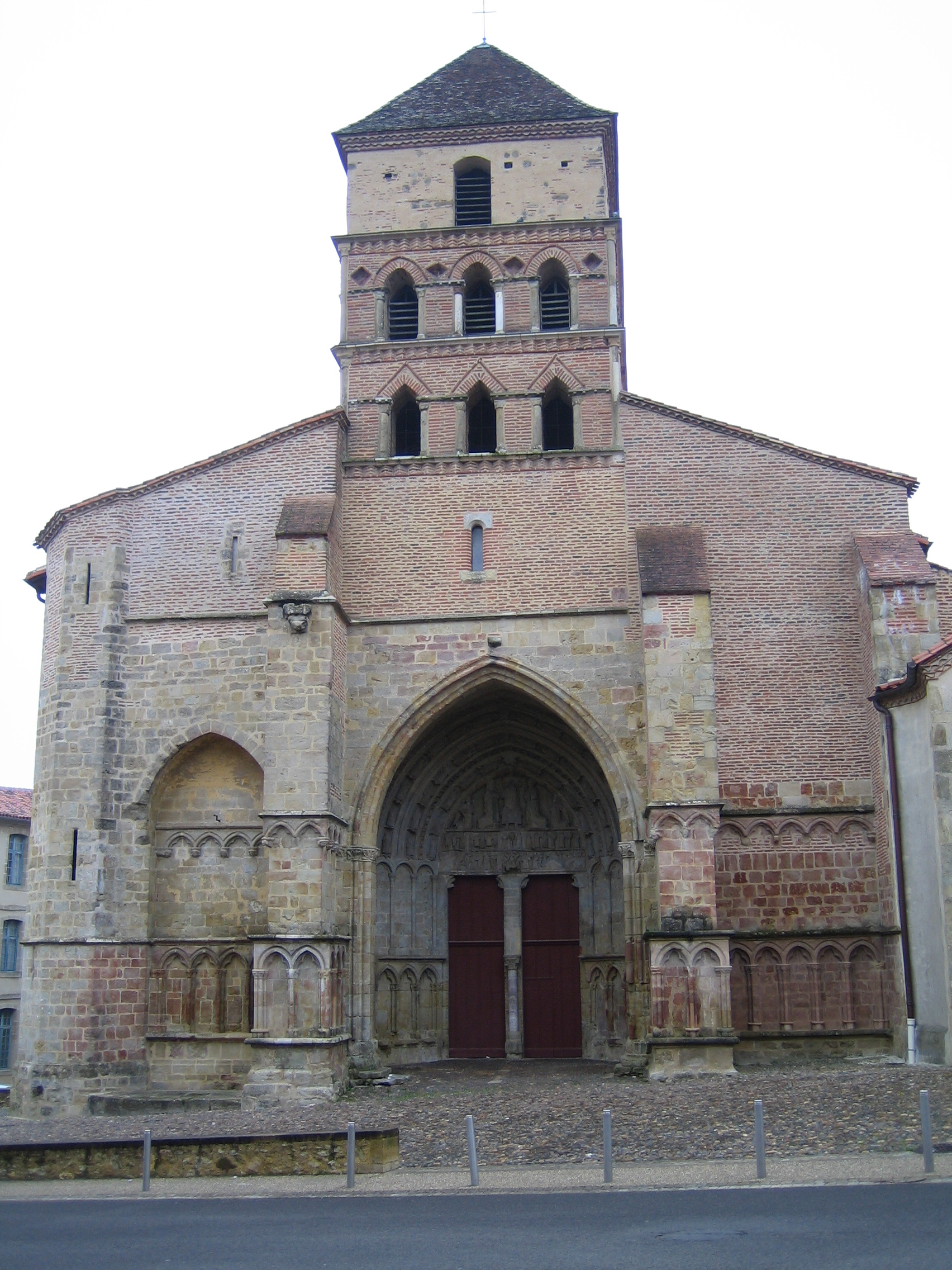
La façade.
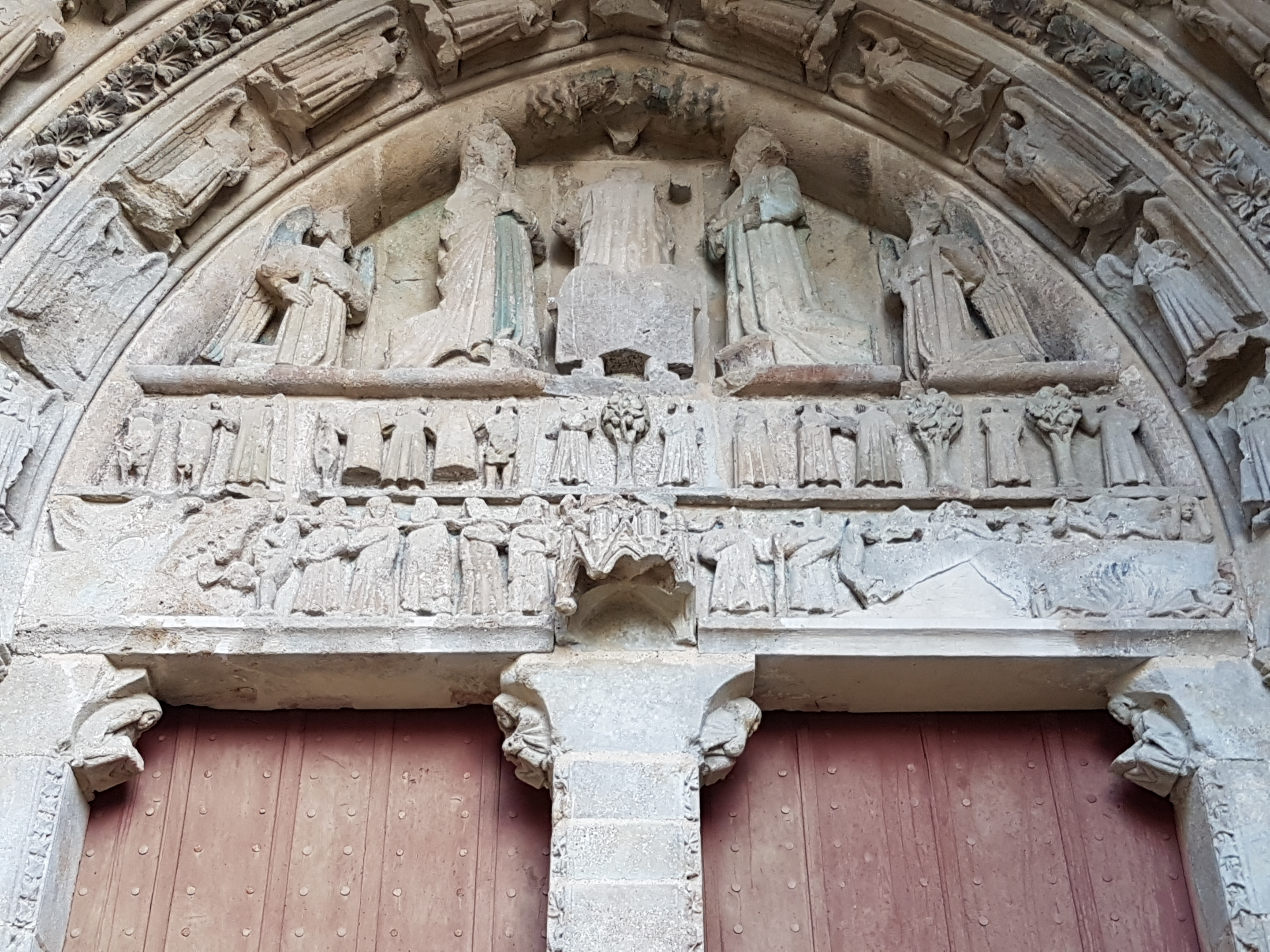
Le Jugement dernier sur le portail.

### Le chevet et la crypte
Le chevet de l'église est construit dans le prolongement de la crypte. Cette dernière se compose d'une abside flanquée de deux chapelles latérales. On y accède par l'absidiole sud. Quelques vestiges de fresques datent du XIVe siècle.

### Le chœur
Le chœur de l'église se pare de remarquables arcatures romanes à chapiteaux sculptés. Ces chapiteaux, ornés de rinceaux très variés, ont une parenté avec ceux de Saint-Sever et de la crypte de Saint-Girons à Hagetmau pour ce qui concerne la représentation des lions, mais plusieurs scènes semblent inspirées de la basilique Saint-Sernin de Toulouse. Sur un chapiteau double, deux démons tiennent par le cou des basilics qui enserrent un personnage assis ; sur un autre des serpents tenus par des démons châtient une femme adultère ; enfin sur un troisième chapiteau deux personnages assis à l'envers sur des lions semblent souligner les dérèglements de la chair. Le thème dominant serait donc le péché et son châtiment.
Les plus belles, à colonnes géminées au centre sur stylobate et voussures décorées, sont de part et d'autre de l'abside. Les frères Mazzetti, sculpteurs, ont réalisé les retables en marbre du chœur et du bas-côté.

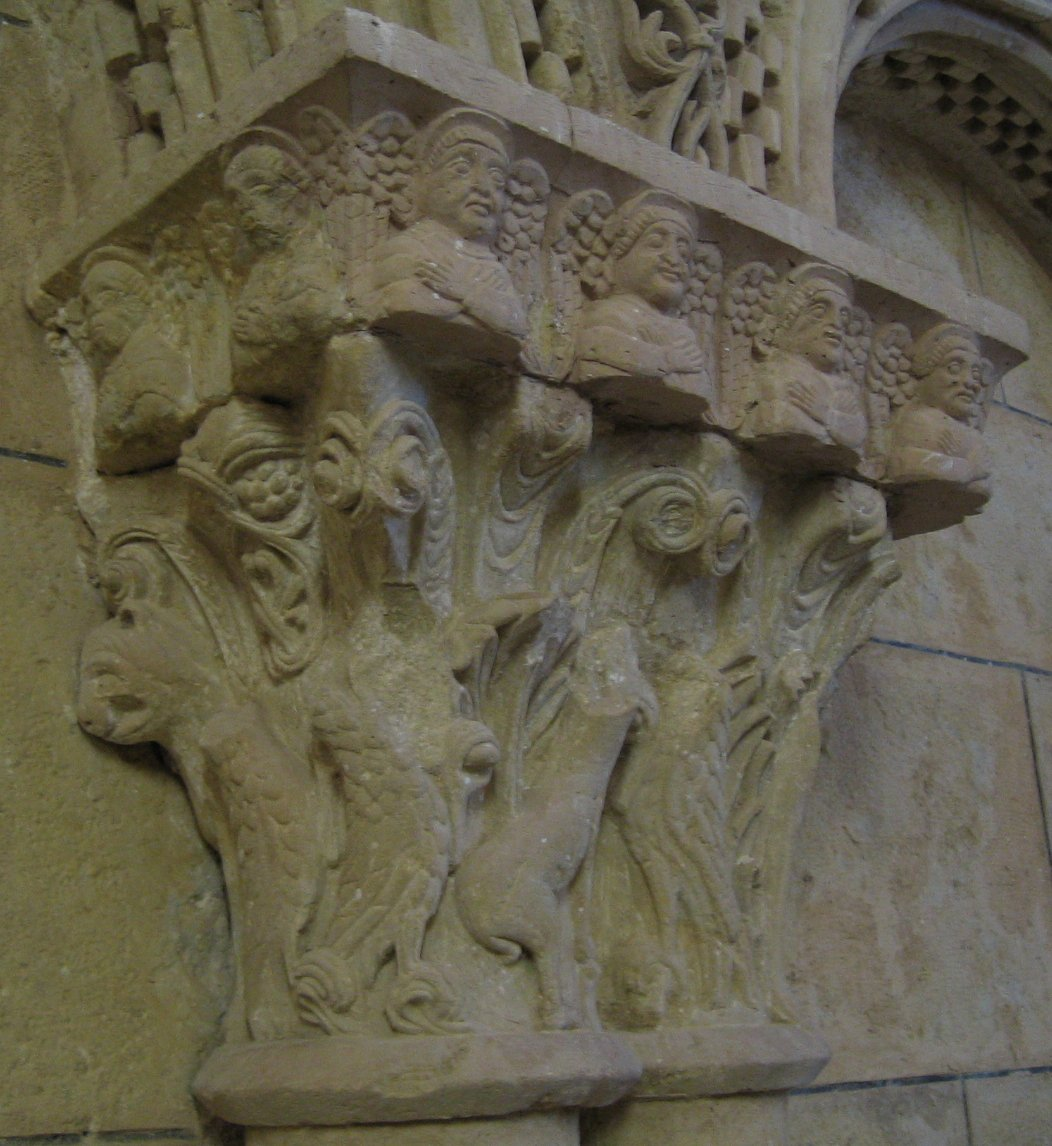
Un chapiteau roman du chœur.
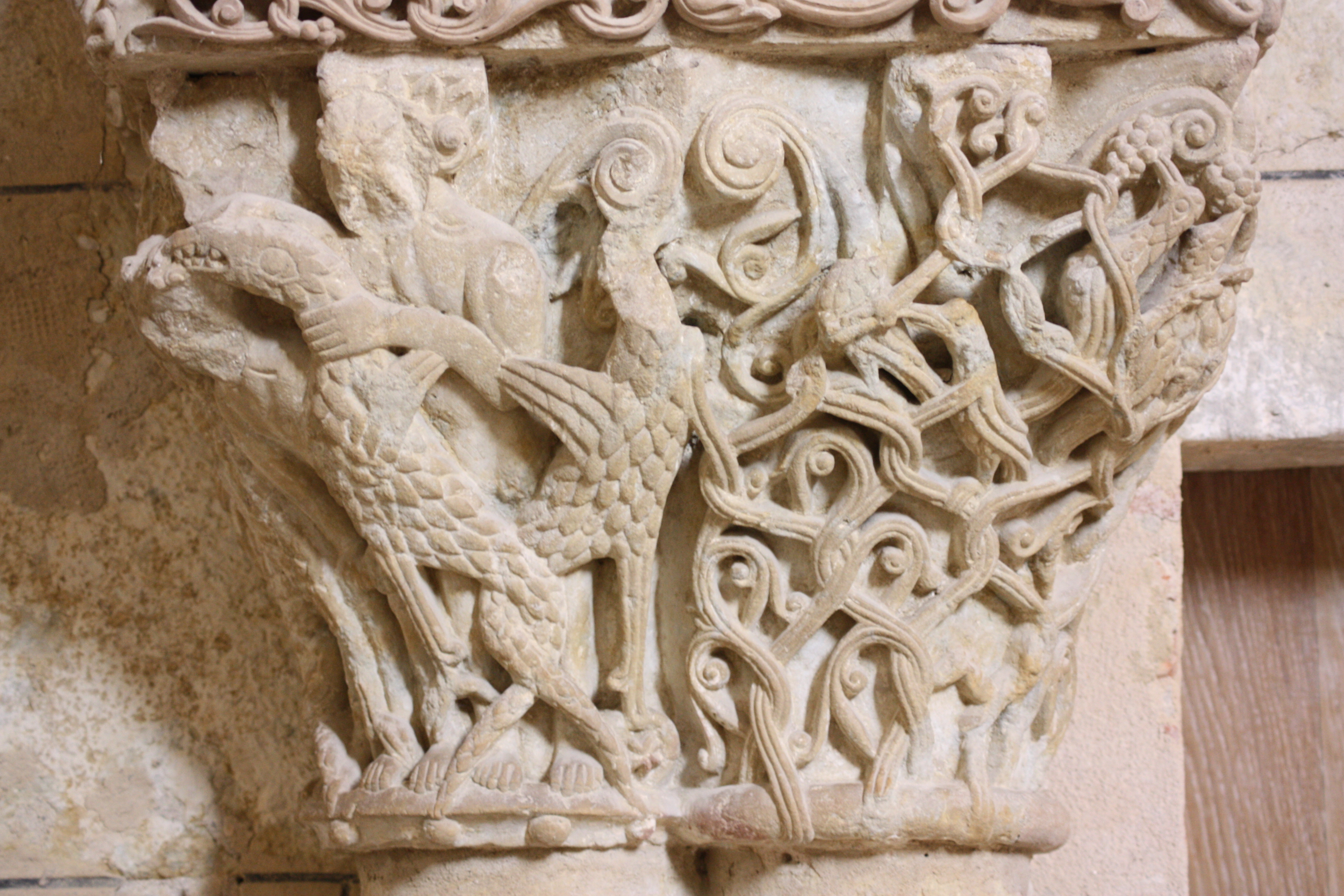
Un autre chapiteau roman du chœur.
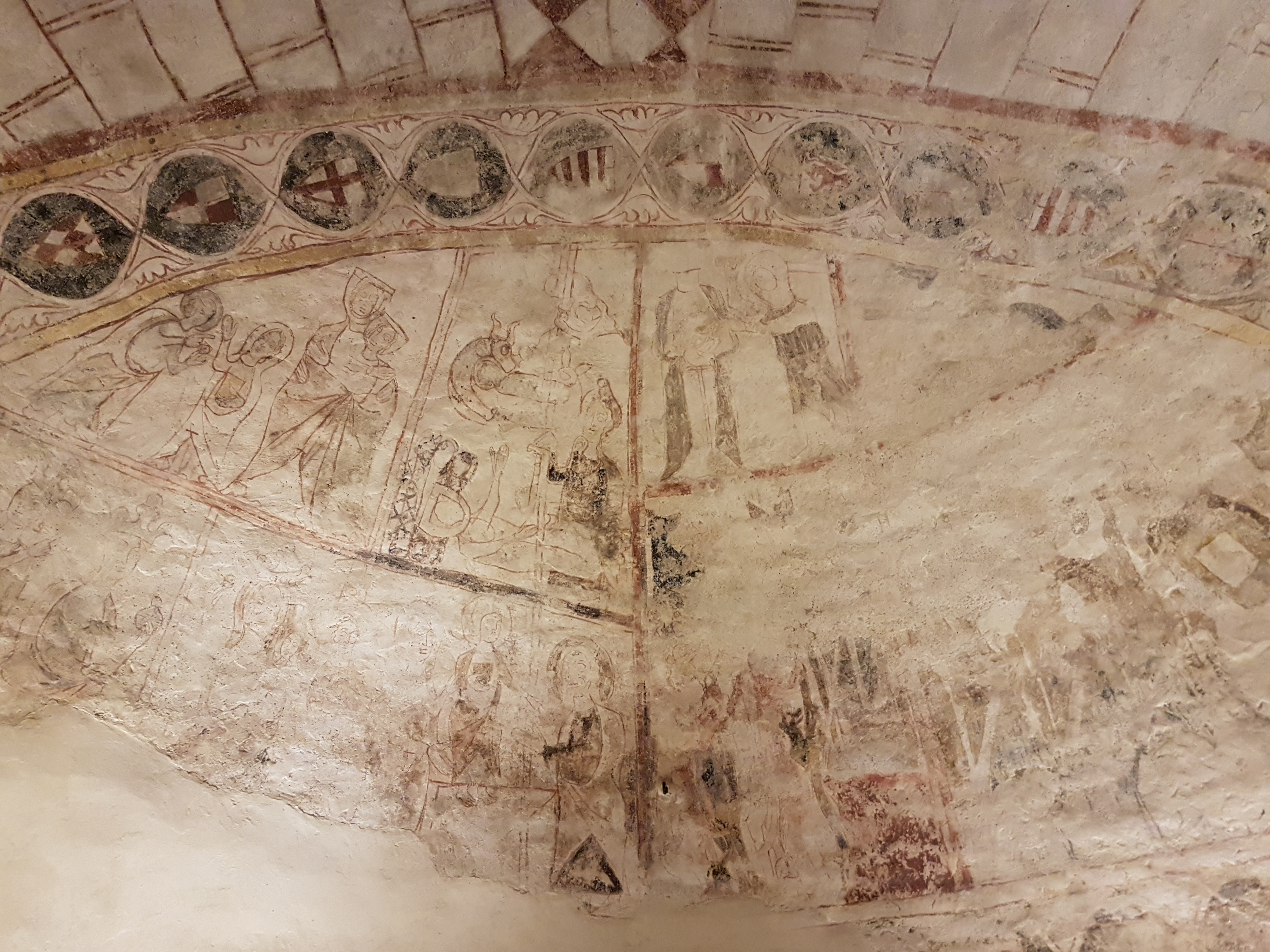
Des fresques médiévales dans la crypte.

## Le sarcophage dit de sainte Quitterie

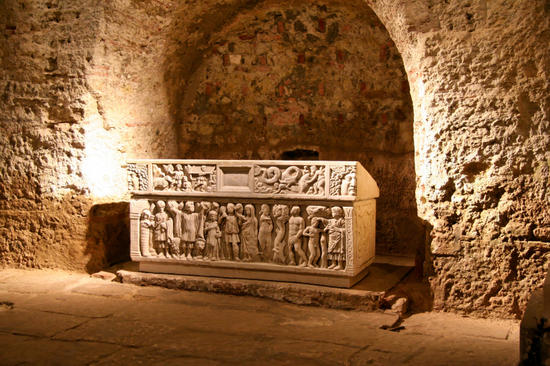
Le sarcophage de sainte Quitterie.

Le tombeau de la sainte, sarcophage de 2 m 12 de longueur en marbre blanc de Saint-Béat. Orné de sculptures que l'on pense remonter au IVe ou au Ve siècle, il aurait, d'après la tradition, contenu ses reliques jusqu'au XVIe siècle.
La façade du sarcophage, son couvercle et ses bas-côtés sont sculptés de scènes de l'Ancien et du Nouveau Testaments,.
Classé au titre objet en 1903, il figure dans la base Palissy des monuments historiques. 

## Pèlerinage
L'église Sainte-Quitterie est une étape sur la via Podiensis, un des chemins du pèlerinage de Saint-Jacques-de-Compostelle, qui part du Puy-en-Velay et gagne Saint-Jacques-de-Compostelle par le col de Roncevaux.
Depuis le Moyen Âge, des pèlerins affluent de toute part pour vénérer les reliques de la sainte. Ils entraient jadis dans la cité par un pont à péage sur l'Adour, plusieurs fois emporté par les flots. Ils étaient hébergés dans deux hospices :
- hospitalis de Adurra : le plus près du fleuve ;
- hospitalis de Manso : l'hôpital du Mas, aussi appelé hospice de Sainte-Quitterie.

Une chapellenie Saint-Jacques œuvrait pour le secours des nombreux jacquets de passage.

## Galerie

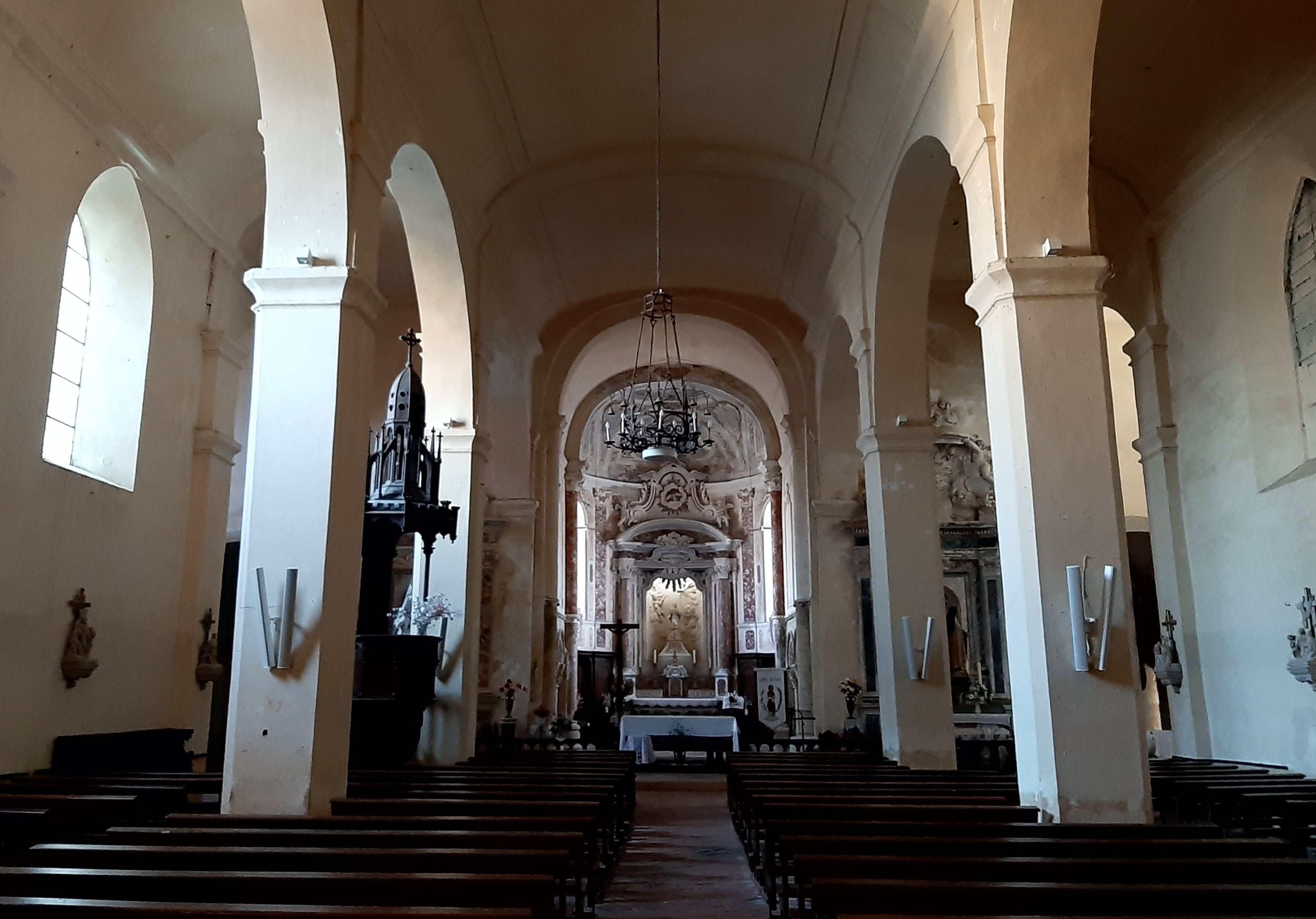
Nef de l'église.
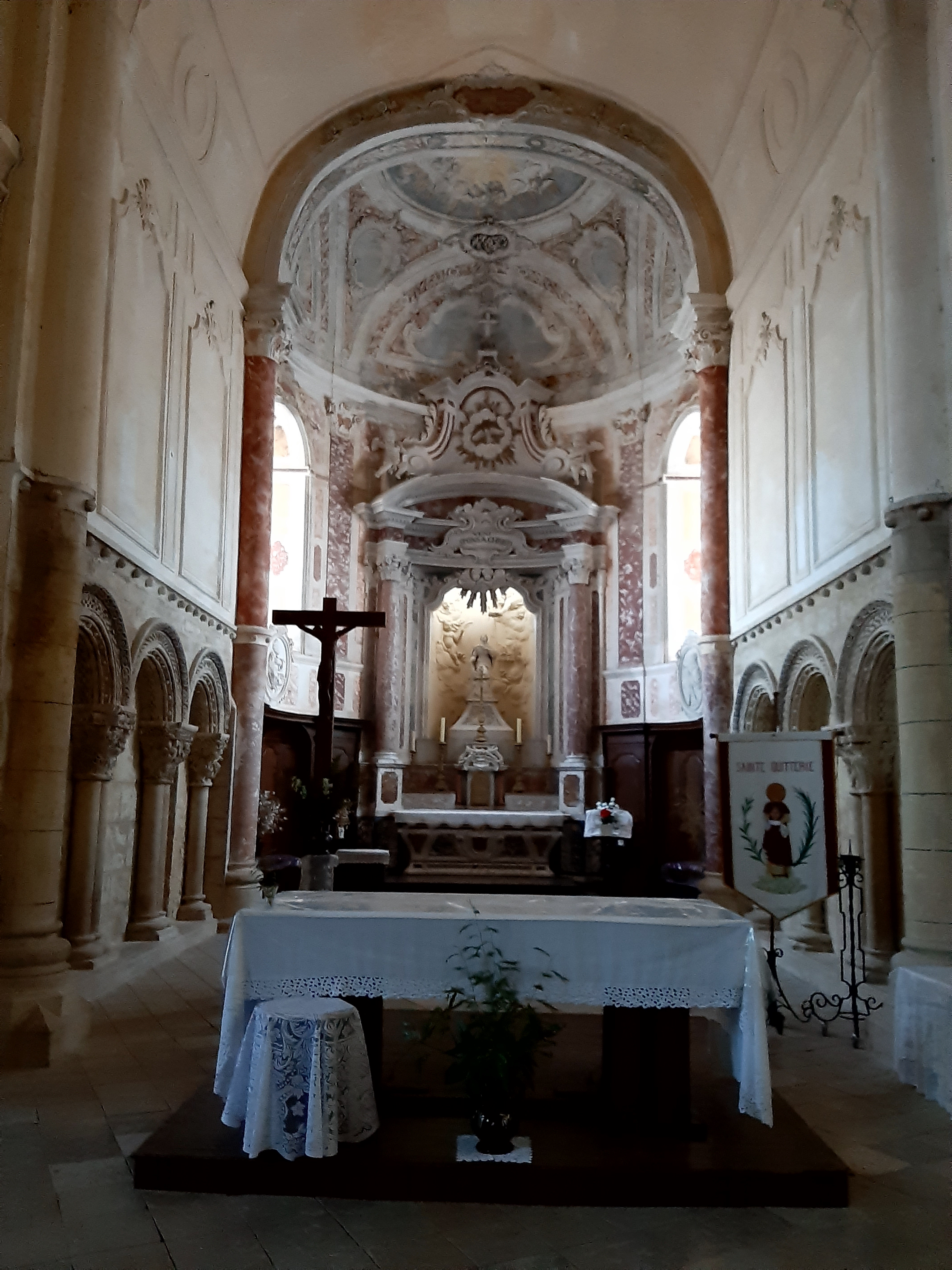
Chœur de style baroque.
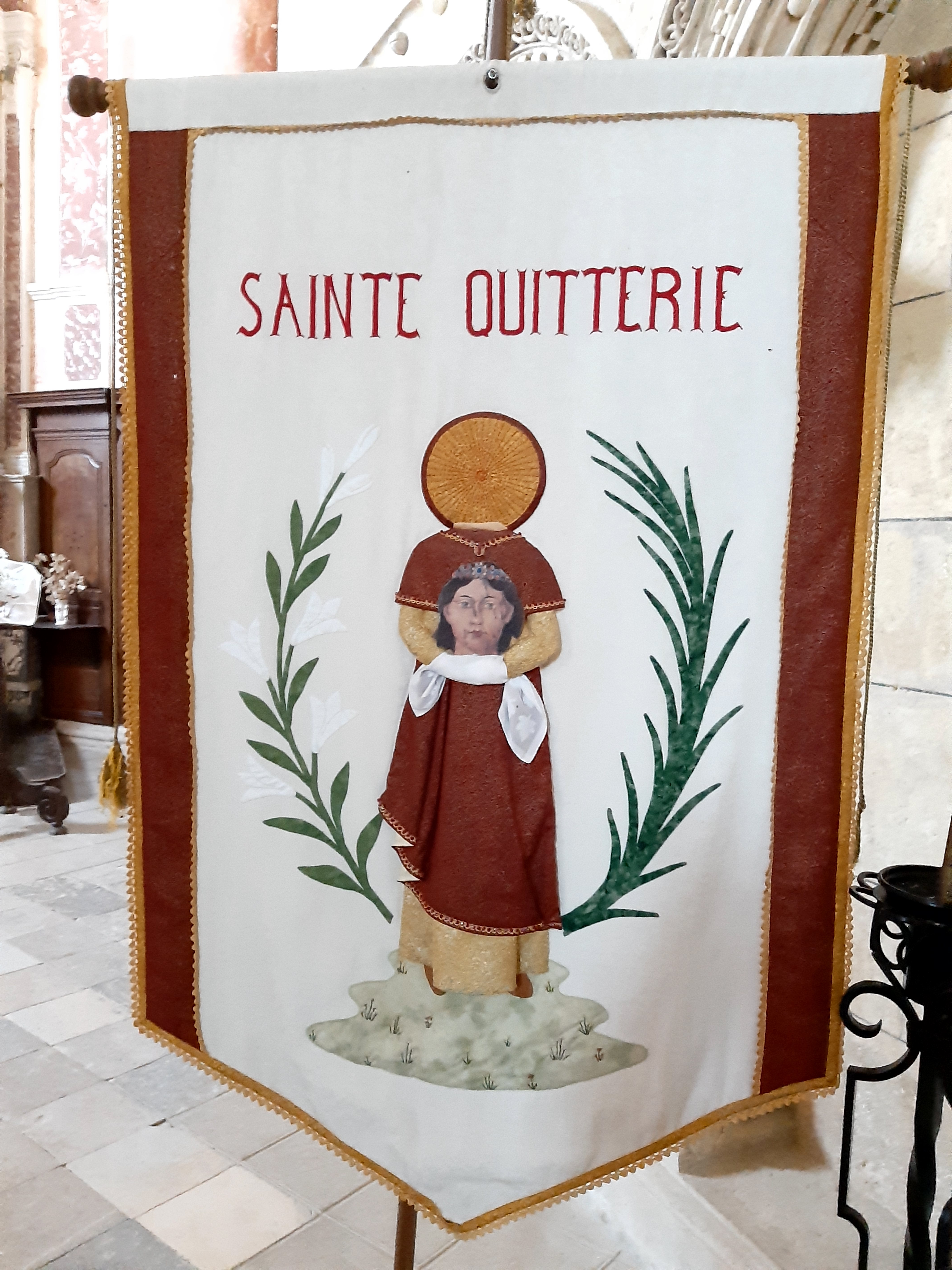
Bannière représentant sainte Quitterie.

#### Bases
- Ressources relatives à l'architecture :   - Liste du patrimoine mondial
  - Mérimée
  - PSS
- Ressources relatives à la religion :   - Clochers de France
  - Observatoire du patrimoine religieux